# Албешти (Долж)
Албешти (рум. Albești) насеље је у Румунији у округу Долж у општини Шимнику де Сус. Oпштина се налази на надморској висини од 112 m.

## Становништво
Према подацима из 2002. године у насељу је живело 677 становника, од којих су сви румунске националности.